# Le Scandale Paradjanov ou la Vie tumultueuse d'un artiste soviétique
Pour plus de détails, voir Fiche technique et Distribution.
Le Scandale Paradjanov ou la Vie tumultueuse d'un artiste soviétique (Paradzhanov) est un film ukrainien réalisé par Serge Avédikian et Olena Fetisova, sorti en 2013.

## Synopsis
La vie du réalisateur Sergueï Paradjanov.

## Fiche technique
- Titre : Le Scandale Paradjanov ou la Vie tumultueuse d'un artiste soviétique
- Titre original : Paradzhanov
- Réalisation : Serge Avédikian et Olena Fetisova
- Scénario : Olena Fetisova
- Musique : Michel Karsky
- Photographie : Sergey Mikhalchuk
- Montage : Alexandr Shvets et Alexandra Strauss
- Production : Volodymyr Kozyr (producteur délégué)
- Société de production : Interfilm Production Studio, Araprod, Arte, Gemini, Millimeter Film et Paradise
- Société de distribution : Zootrope Films (France)
- Pays :  Ukraine,  France,  Géorgie et  Arménie
- Genre : drame et romance
- Durée : 95 minutes
- Dates de sortie : 
  - Ukraine : 12 septembre 2013
  - France : 7 janvier 2015

## Distribution
- Serge Avédikian : Paradjanov
- Ioulia Peressild : Svetlana
- Zaza Kachybadze : Dodo
- Karen Badalov : Laert
- Roman Loutskyi : Youri Ilyenko
- Alla Sergiyko : Violetta

## Distinctions
Le film a reçu le Golden Duke dans la compétition nationale au festival international du film d'Odessa.